# Église San Rocco sopra Principe
L'église San Rocco sopra Principe, ou San Rocco di Granarolo est un édifice religieux catholique situé dans le centre-ville de Gênes, dans le quartier San Teodoro.

## Histoire
L'église, située sur la colline derrière le Palais del Principe, a été construite au XVIe siècle sur une ancienne chapelle du XIVe siècle dédiée à sainte Marguerite, annexée à un monastère de religieuses augustiniennes, mentionné pour la première fois dans un document de 1316.
En 1510, le monastère passe aux chanoines du Latran et en 1555 aux apôtres qui lui donnent le nom de Saint-Roch .
Après la suppression de l'ordre apostolin, à partir de 1660, l'église passe à la gestion des clercs réguliers mineurs, qui y restent jusqu'à la suppression des instituts religieux en 1797.
Ce n'est qu'en 1821 qu'elle est rouverte au culte et érigée en paroisse par décret de l'archevêque Luigi Lambruschini.

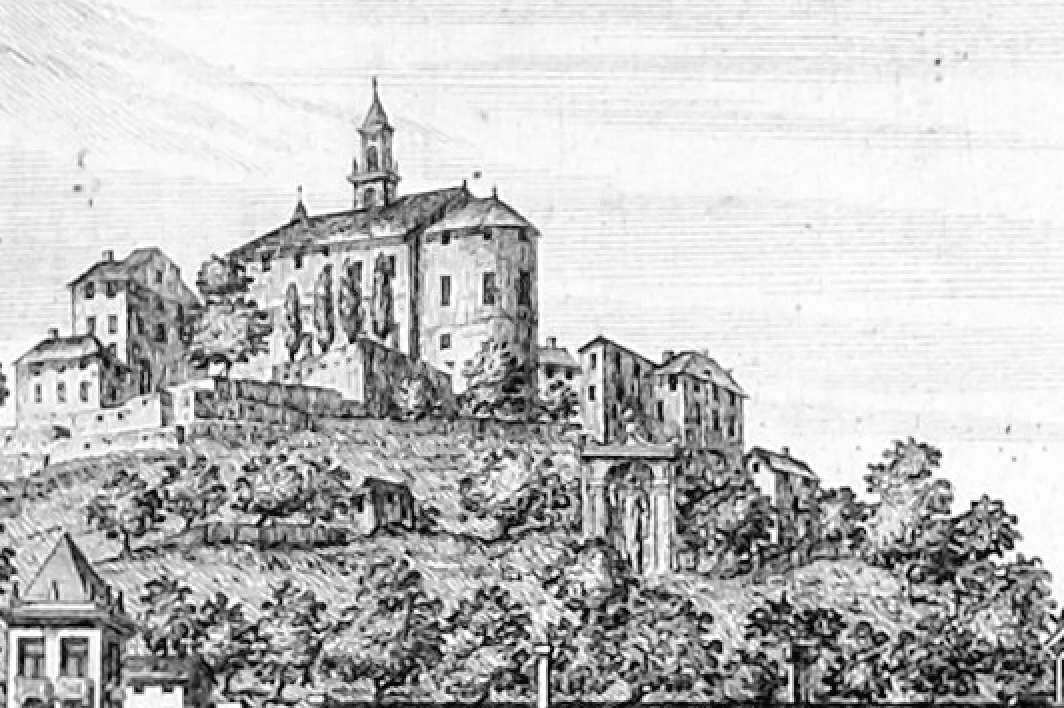
L'église dans un dessin d'Antonio Giolfi du milieu du XVIIIe siècle.

## Description
L'intérieur, à nef unique, est décoré en stuc par Marcello Sparzo d'Urbino (1514). Les fresques de la voûte de l'abside, représentant des épisodes de la vie de saint Roch, sont l'œuvre de Giovanni Carlone.
Dans l'église est conservée une statue en marbre de saint Roch d'Honoré Pellé, datant de 1700, où est évidente l'influence du Daniele du Bernin de la chapelle Chigi de Santa Maria del Popolo à Rome.
Elle conserve également de nombreuses peintures d'artistes génois provenant d'églises démolies pour des raisons d'urbanisme ou de guerre ; parmi celles-ci figurent des œuvres de Giovanni Andrea Ansaldo (Saint Luc peint la Vierge), de Luciano Borzone (Le Crucifix et la Madeleine), de Giovanni Andrea de Ferrari (Le Transit de saint Joseph), de Domenico Fiasella (Dormition de la Vierge), de Giovanni Battista Merano (Décollation du Baptiste) et de Nicolò da Voltri (Vierge à l'Enfant).

## Galerie

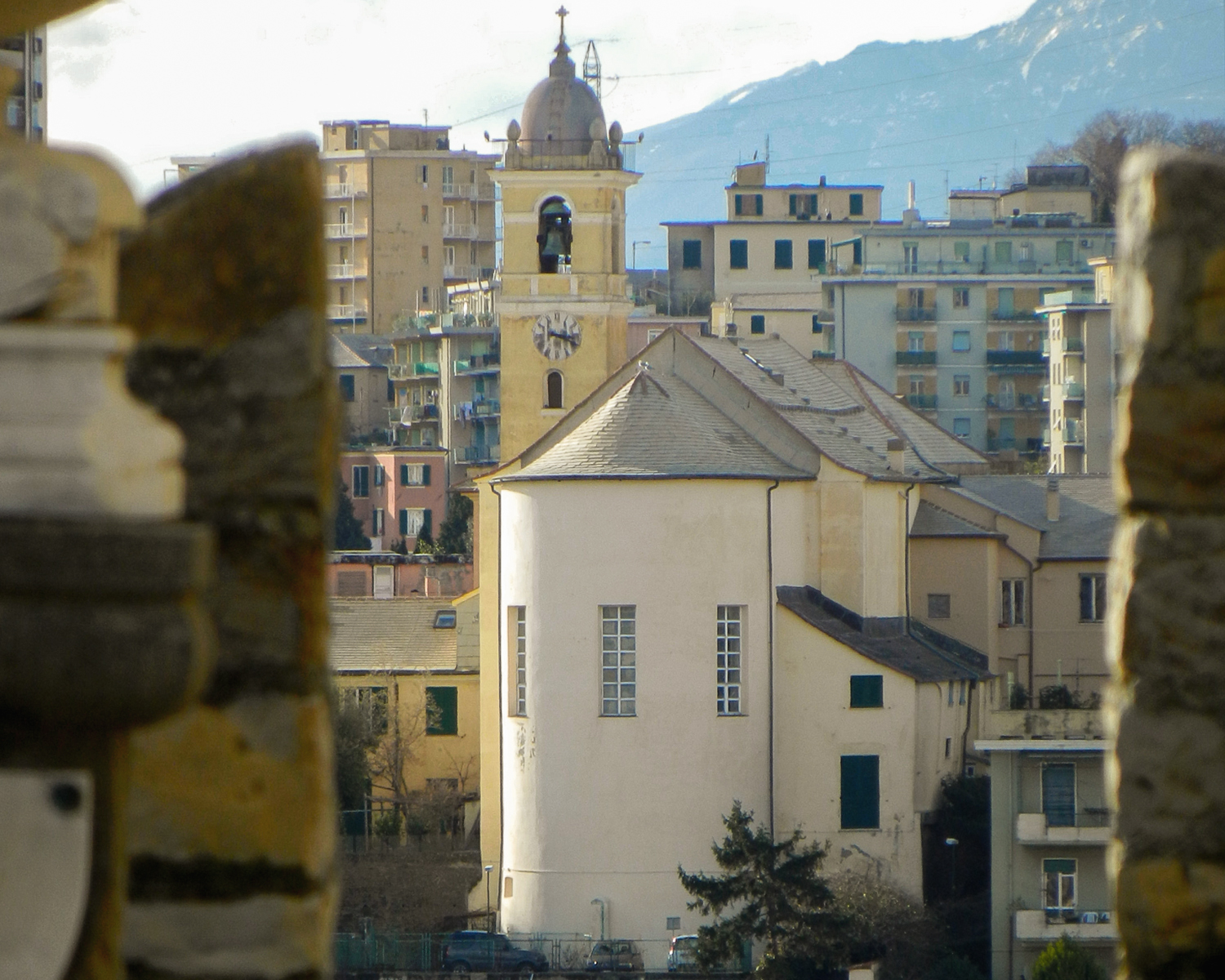
L'église photographiée du côté sud.
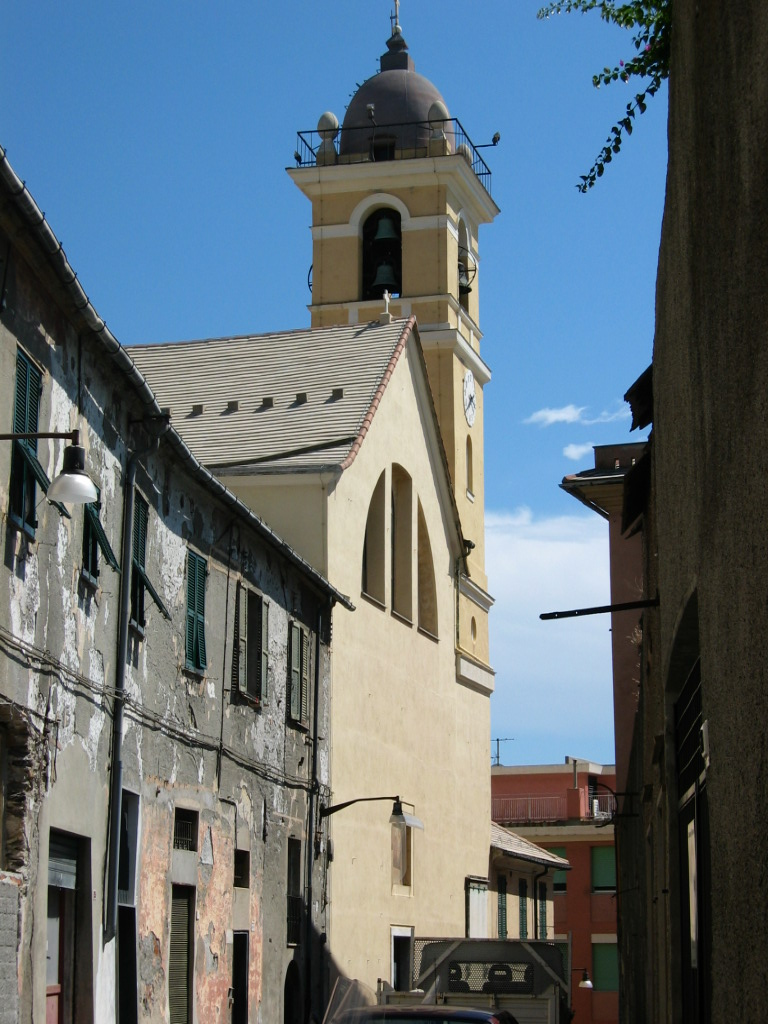
La façade du côté nord, vers Largo San Francesco da Paola.
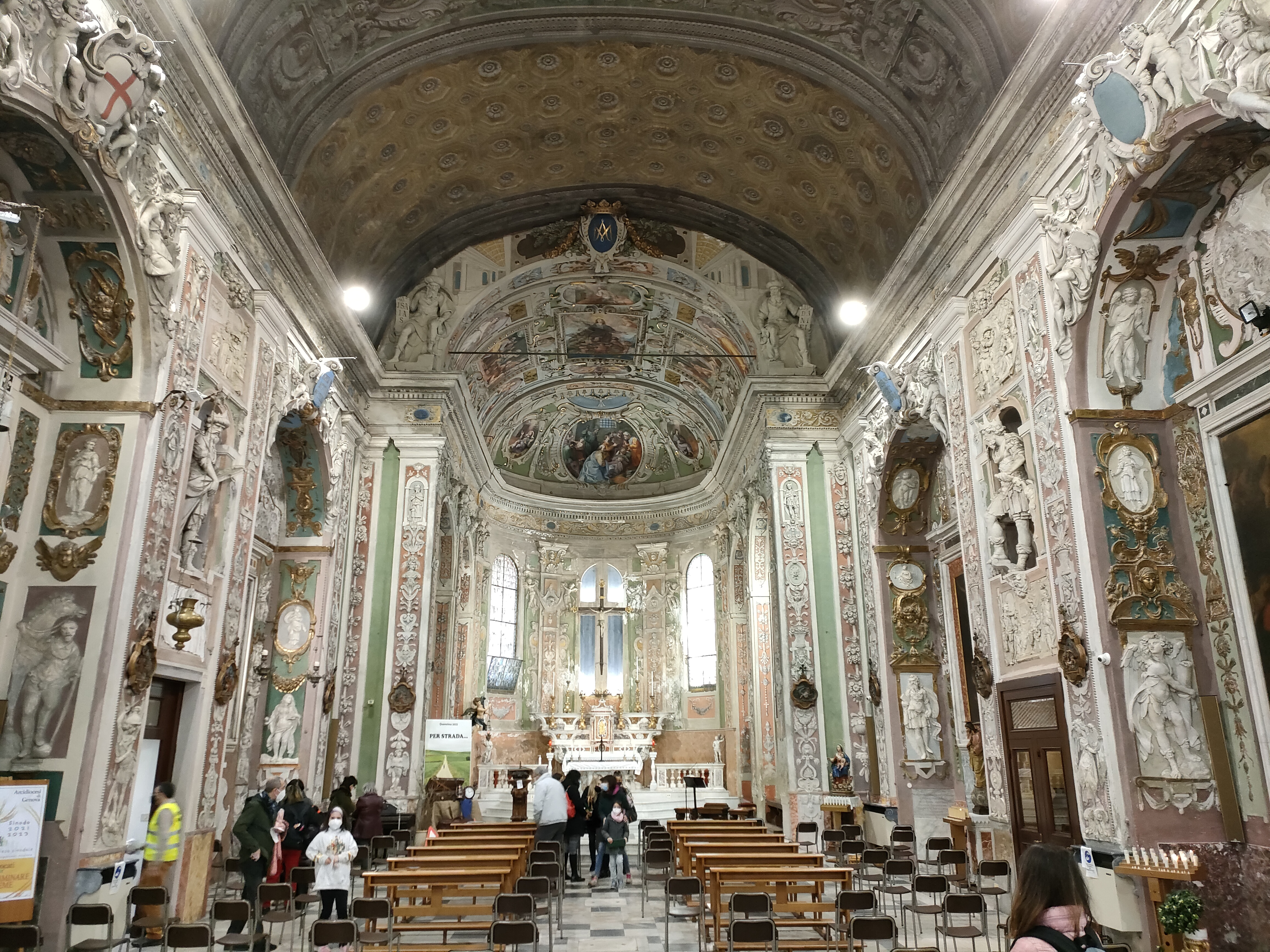
L'intérieur de l'église, avec ses riches décorations.
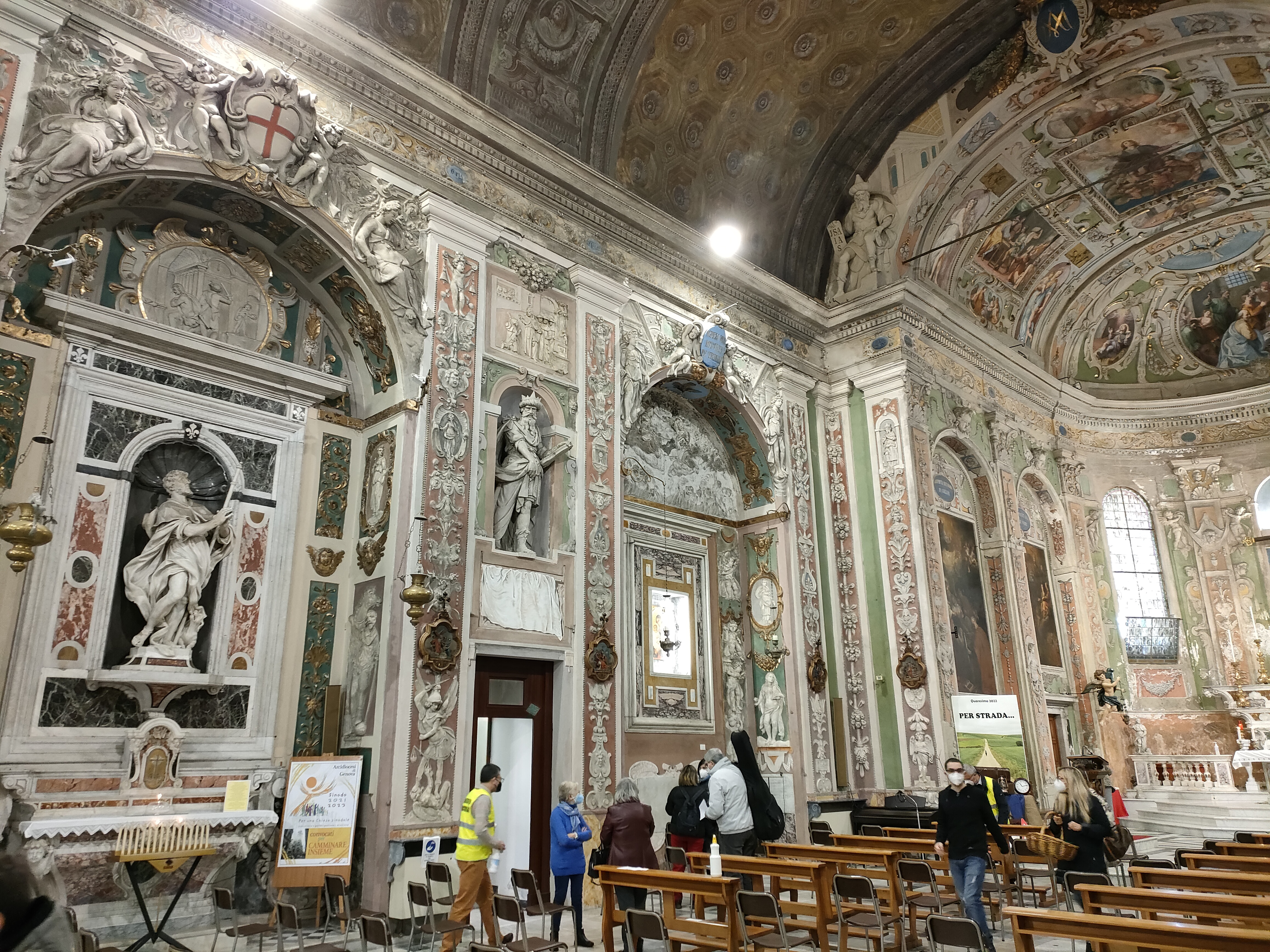
Le côté gauche de l'intérieur.
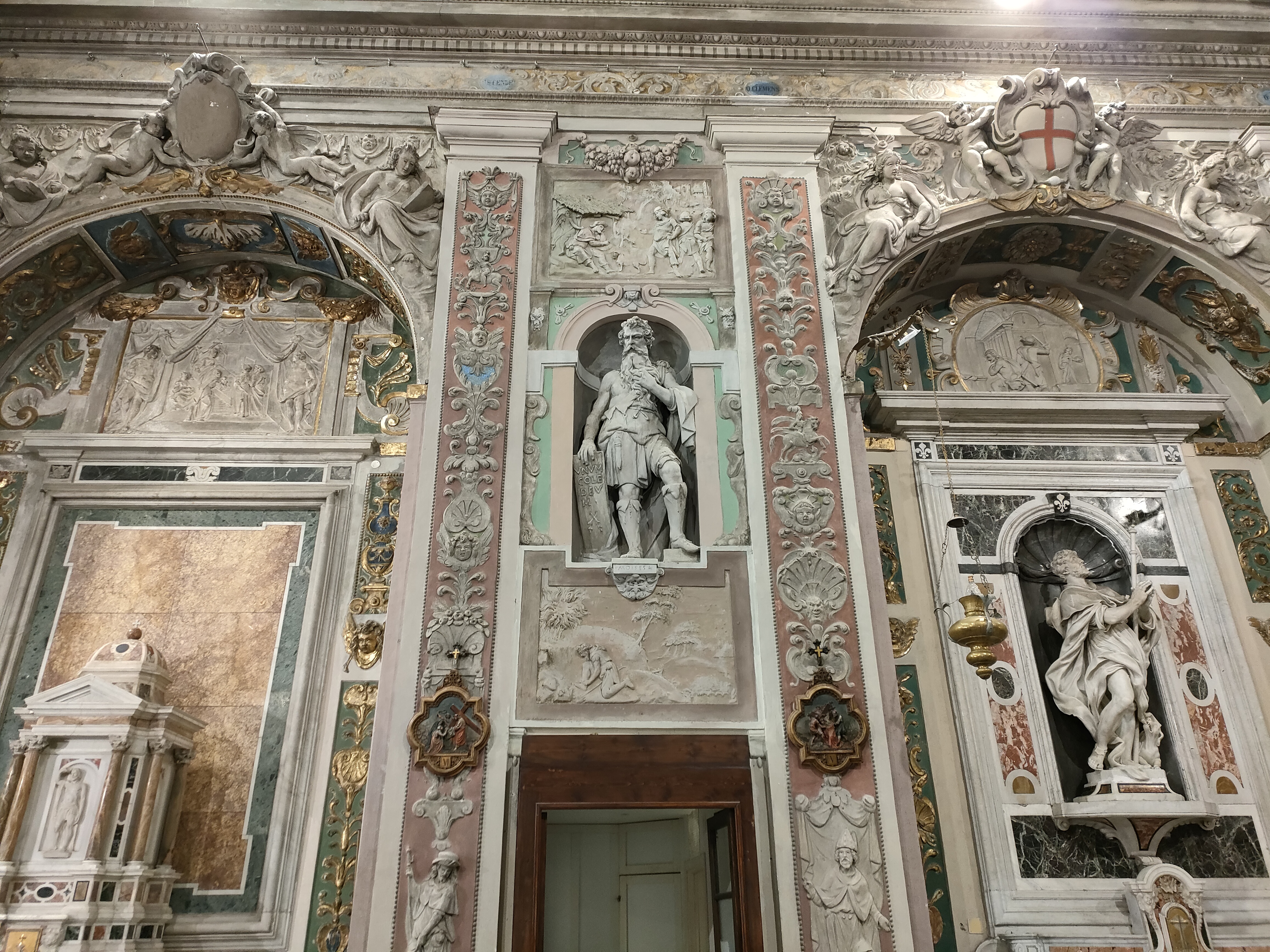
Détails des statues et décorations.
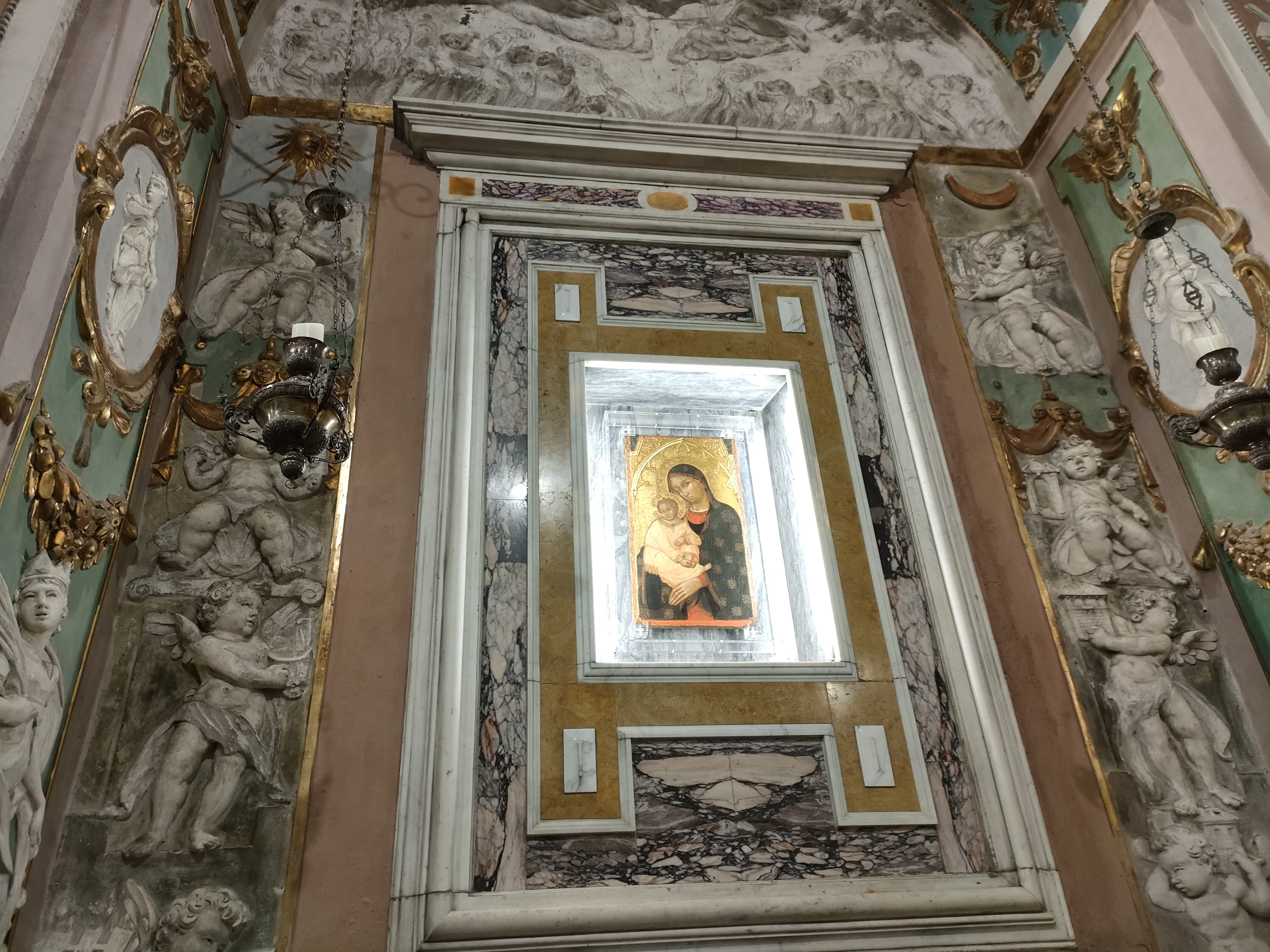
Détail du tableau de Niccolò da Voltri.
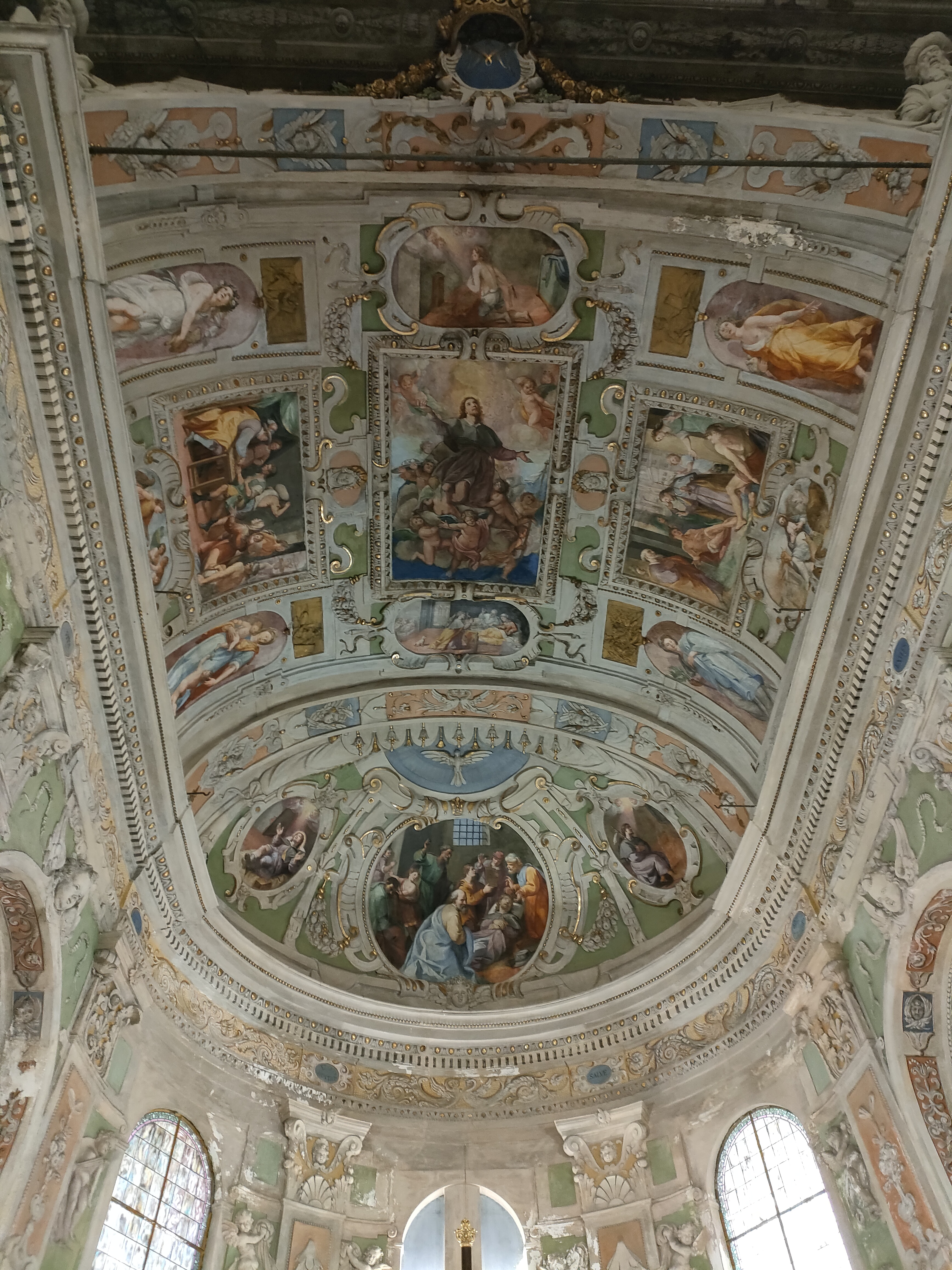
Le plafond.
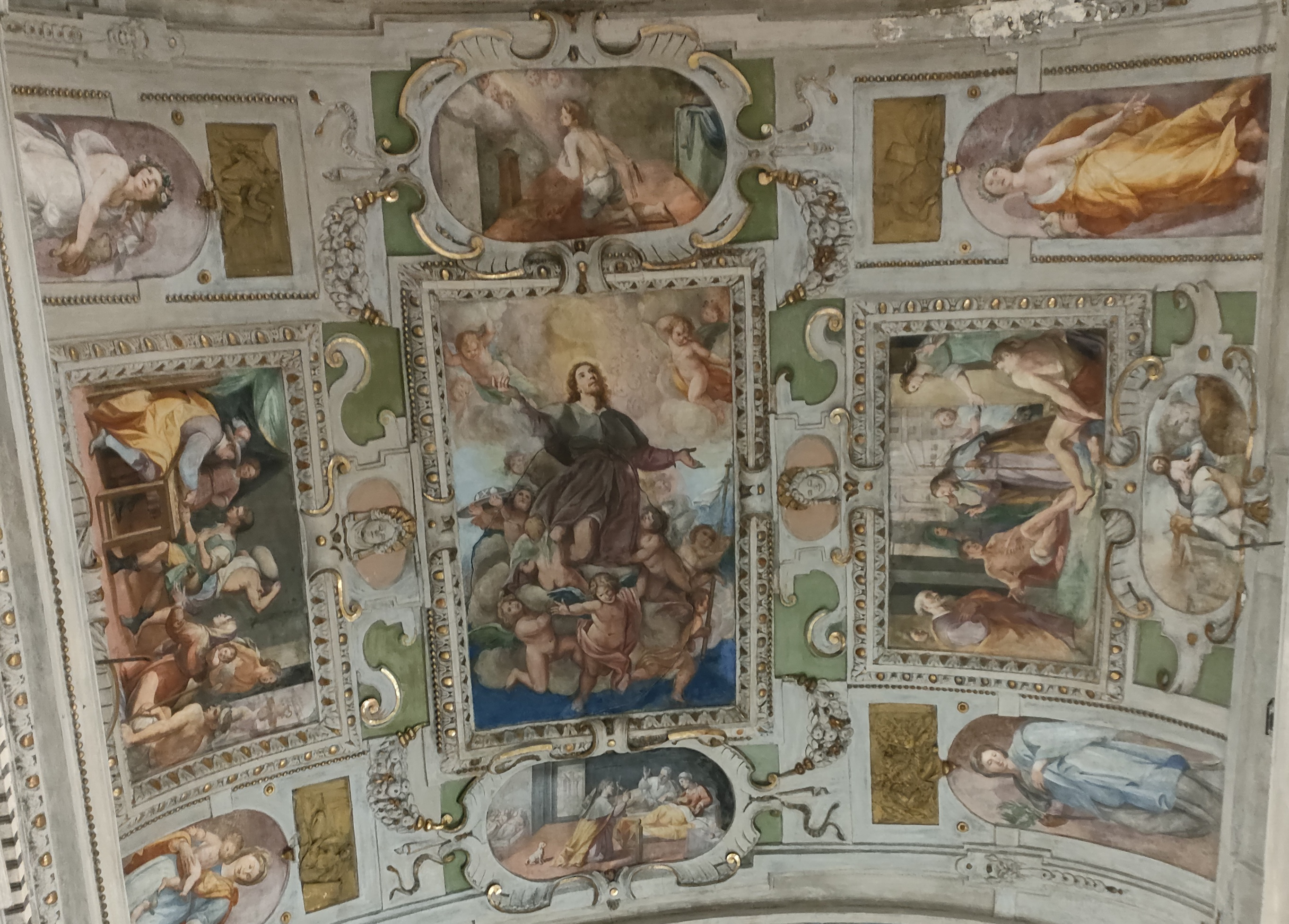
Détails des fresques de Giovanni Carlone.